# Profit net
Venitul net este venitul rezidual al unei firme, după adăugarea veniturilor totale și câștigurilor și scăzând toate cheltuielile și pierderile pentru perioada de raportare. Profitul net poate fi distribuit între deținătorii de acțiuni comune sub formă de dividende sau deținute de firmă ca o completare a rezultatului reportat. Profitul și câștigul sunt folosite ca sinonime pentru venituri (de asemenea, în funcție de utilizarea din Marea Britanie și SUA), iar venitul net și profitul net sunt frecvent întâlnite ca sinonime pentru venitul net. Deseori, termenul de venit este înlocuit de venitul net, dar acest lucru nu este de preferat din cauza posibilelor ambiguități. Venitul net este numit în mod informal linia de jos, deoarece este de obicei găsit pe ultima linie din contul de profit a unei companii, iar venitul este considerat linia de sus deoarece este găsit pe prima linie.
Profitul este partea financiară care rămâne din venitul total, adică partea financiară ce revine întreprinzătorului/comerciantului, după ce s-au scăzut toate cheltuielile aferente venitului respectiv, chirii, salarii, taxe și impozite, materii prime, etc.
Forme ale profitului sunt :
1.) profitul brut;
2.) profitul net;
3.) profitul normal ;
4.) profitul pur/supraprofitul;
1.) Profitul brut = partea ce ramâne din venitul total după ce s-au scăzut cheltuielile de producție(chirii, materii prime, salarii, etc.);
2.) Profitul net = partea din profitul brut care rămâne după ce au fost deduse dobânzile la capitalul propriu al comerciantului, salariul ca recompensă pentru activitatea sa, chiria pentru terenul/cladirea închiriată, impozitele și taxele ce se suport direct din profit;
3.) Profitul normal (legitim sau justificat) = reprezintă remunerarea serviciilor comerciantului, recompensa sa pentru priceperea sa și răspunderea pe care și-o asumă, prima pentru risc și incertitudine, de fapt;
4.) Profitul pur/supraprofitul = acel profit generat de împrejurări deosebite, care nu au legătură cu activitatea obișnuită a comerciantului (secetă-și crește prețul alimentelor, iar comerciantul SPECULEAZĂ această cerere ... calamități și comerciantul dacă are stocuri, speculează din nou ...și tot așa). Sau, mai este obținut acest supraprofit, de acei comercianți care au o poziție de Monopol în producerea și/sau vânzarea unor produse sau servicii (vezi produsele Apple sau vezi monopolul RCS&RDS pe piața românească) 
preturi de vânzare mai ridicate.